# 越南军事历史博物馆
越南军事历史博物馆（越南语：／），创建于1956年7月17日, 是越南的七大国家博物馆之一。占地面积约为12,800m2。它坐落于河内市中心，临近列宁公园。
博物馆展示有军事装备，如直升飞机、坦克和米格飞机。
门票为40,000越南盾。

## 图库
|  |  |  |